# مجسمه سه آهنگر
مجسمه سه آهنگر (فنلاندی: Kolmen sepän patsas، کُلمِن سِپَن پاتساس) یک بنای یادبود به گونه مجسمه برنزی در میدانی به همین نام واقع در تقاطع خیابان الکسانترینکاتو و بلوار مانرهیمینتیه واقع در منطقه تجاری کلووی در هلسینکی مرکز فنلاند است. این مجسمه توسط فیلیکس نولوند طراحی و ریخته شده و در سال ۱۹۳۲ از آن رونمایی شد. این مجسمه سه آهنگر عریان را نشان می‌دهد که همزمان در حال کوبیدن پتک بر سندان هستند.

## صدمه
مجسمه سه آهنگر در اثر بمباران در طول جنگ پس‌آیند در سال ۱۹۴۴ آسیب دید. هنوز آثار این خسارت‌های وارده در پایه مجسمه دیده می‌شود و سندان دارای سوراخی است که توسط ترکش بمب ایجاد شده‌است.

## گردشگری
میدان سه آهنگر به خیابان‌های معروف الکسانترینکاتو و مانرهیمینتیه متصل و این میدان یک مکان اجتماعی بسیار محبوب در هلسینکی است.

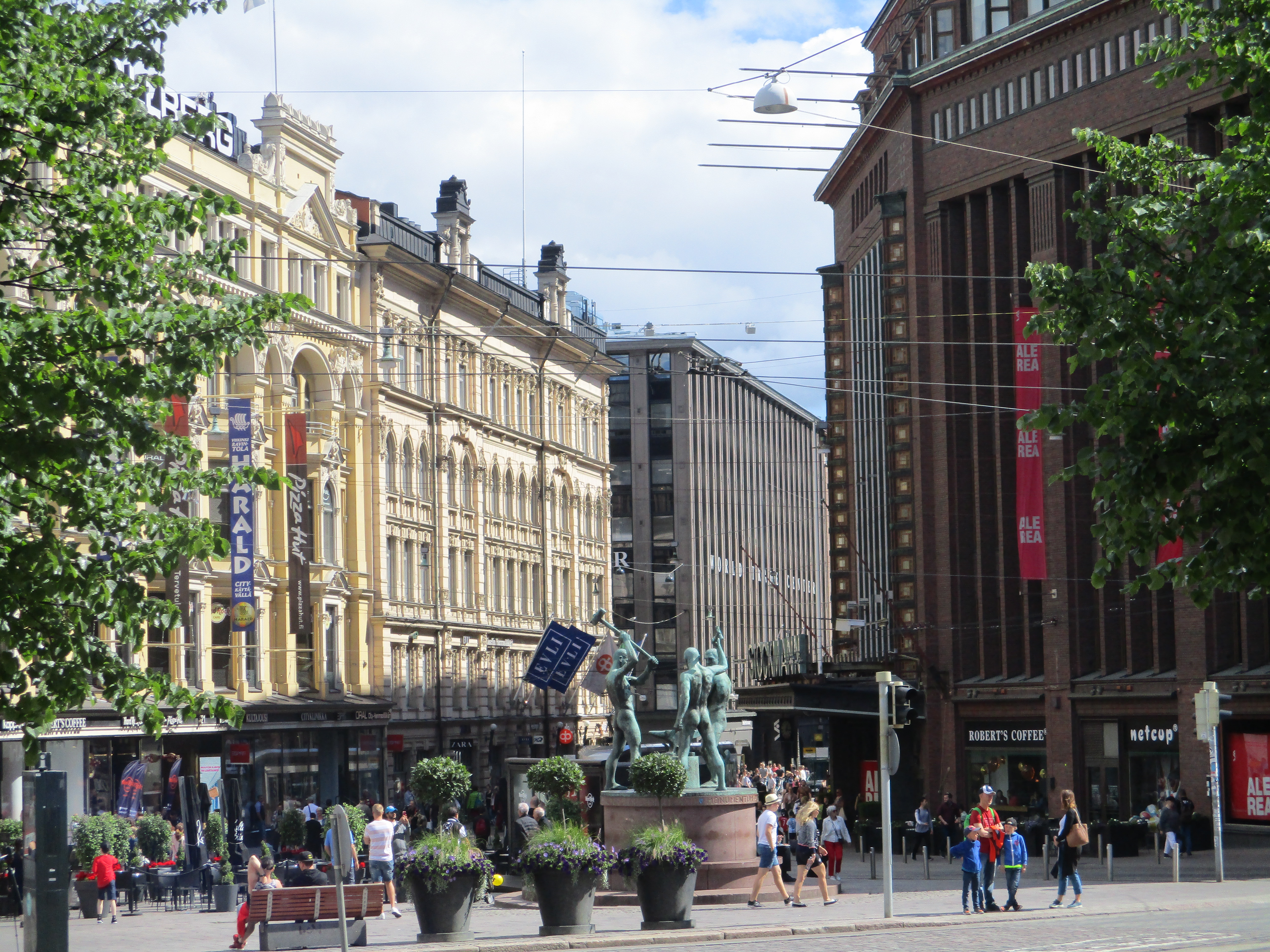
نمایی از میدان سه آهنگر از طرف خیابان الکسانترینکاتو